# Шуйкин, Николай Иванович
Николай Иванович Шу́йкин (1898—1968) — советский химик-органик, крупный специалист в области химии углеводородов и органического катализа.

## Биография
Родился 18 (30 марта) 1898 года в слободе Мстера (ныне посёлок городского типа, центр муниципального образования «Посёлок Мстёра», Вязниковский район, Владимирская область). В 16 лет Николай Шуйкин бросил школу и устроился на работу на заводе АО «Динамо» в качестве технического калькулятора. Участвовал в Октябрьской революции и Гражданской войне. Принимал участие в освобождении Кронштадта. После революции был комендантом Аландских островов (Балтийское море) . 
В 1918 году Николай Шуйкин возвратился во Мстёру, и в возрасте 20 лет продолжил незаконченное школьное обучение. После окончания школы в 1920 году поступил в Самарский университет на агрономический факультет. В 1921 год перевёлся на химическое отделение физико-математического факультета МГУ им. М. В. Ломоносова. Окончил университет в 1927 году, после чего поступил в аспирантуру на кафедру органической химии в лабораторию химии нефти, где обучался в период с 1927 по 1930 год. Окончив аспирантуру, работал там же (с 1930 года, с 1943 года — профессор) и, одновременно, в Институте Органической химии АН (с 1937 года) .
В 1935 году Шуйкину без защиты была присуждена степень кандидата химических наук за работу, выполненную под руководством Н. Д. Зелинского, «Исследование в области спирановых углеводородов. Синтез спирано-циклодекана». В 1935 году в ИОХАН был организован специальный отдел, состоящий их трёх лабораторий. В 1939 году одну из них — лабораторию органического катализа (ЛОК) Зелинский поручил Н. И. Шуйкину.
Летом 1941 года АН СССР эвакуировали в Казань. В эвакуации ИОХ АН был размещен в Казанском государственном университете и Казанском химико-технологическом институте. Во время войны Н. И. Шуйкин занимал должность секретаря ИОХа. В 1942 году в Казани защитил докторскую диссертацию по теме: «Исследование в области каталитической ароматизации бензинов (к вопросу о получении толуола из нефти контактно-каталитическим путём)». В 1943 году получил звание профессора органической химии.
В 1943 года образовал первую в СССР лабораторию искусственного топлива и газов, которую возглавлял до 1965 года (в 1968 году переименована в лабораторию искусственного жидкого и газообразного топлива). В МГУ имени М. В. Ломоносова читал курс лекций «Химия искусственного жидкого топлива и газов» .
В 1950—1960-х годах Н. И. Шуйкин успешно представлял научные достижения своей работы на международных форумах. Шуйкин знал несколько иностранных языков, что позволяло ему свободно общаться с зарубежными коллегами, делать пленарные доклады.
Заместитель директора ИОХ АН СССР (1949—1952). Член-корреспондент АН СССР (1953). Вице-президент Всесоюзного химического общества Д. И. Менделеева. Председатель экспертной комиссии ВАК по химической технологии (1958). Председатель Научного совета Госкомитета РСФСР по координации научно-исследовательских работ по проблеме «Переработка нефти и нефтехимические производства на нефтеперерабатывающих заводах» (1962). Заместитель Председателя Национального комитета международных конгрессов по нефти (1958). Заместитель председателя Национального комитета СССР по нефти (1962). Член-корреспондент Совета директоров Постоянного совета международных конгрессов по катализу (1958). Член химического общества Франции (1958). Заместитель главного редактор журнала «Известия АН СССР Сер. химическая» (1960), член редколлегии журнала «Нефтехимия» (1961).
Подготовил 30 кандидатов и 10 докторов наук. Опубликовал более 600 публикаций.
Умер 1 сентября 1968 года. Похоронен в Москве на Введенском кладбище (участок № 5).

## Научные труды
Основные труды посвящены исследованию контактно-каталитических превращений органических соединений (углеводородов, фурана и его производных). Разработал методы приготовления высокоактивных и стабильных катализаторов дегидрогенизации. Предложил объяснение механизма взаимных превращений различных классов углеводородов в условиях гетерогенного катализа .
Н. И. Шуйкин впервые экспериментально получил на Ni-катализаторе радикал CH2 из метилциклогексана, толуола и других ароматических углеводородов (Н. Д. Зелинский, Н. И. Шуйкин, Х. М. Миначев). Это было значительным химическим открытием, поскольку многие химические реакции протекают через образование таких свободных радикалов на поверхности катализатора. Этот результат впоследствии широко использовался для подтверждения механизмов органических реакций. Шуйкин также проводил исследования под руководством Н. Д. Зелинского в области синтеза спирановых углеводородов, получил спирано-циклодекан.
Совместно с Зелинским изучал ароматизацию бензинов на платиновых катализаторах, доказал возможность превращения низкосортных бензинов в высокоактивные авиационные бензины высшего качества, состоящих в основном из смеси ароматических углеводородов и алканов изостроения. Изучал превращения 8-15-членных ациклических углеводородов в условиях гидро- и дегидрогенизационного катализа.
Известны его работы по изучению состава и химической природы нефтяных фракций с помощью гидрогенизационного катализа, по облагораживанию моторного топлива, получаемого из нефтей, в том числе и сернистых, обобщенные в докторской диссертации.
Руководя лабораторией органического катализа, Шуйкин и его коллеги продолжали разрабатывать область, открытую Н. Д. Зелинским, - низкотемпературную ароматизацию, что открывало новые перспективы промышленного получения бензола, толуола, ксилола из бензинов прямой гонки. Особенно важным являются исследования Н. И. Шуйкина по получению толуола, поскольку он был необходим при получении тротила. С разработкой нового каталитического процесса выход толуола увеличился в 5-6 раз при получении его из нефти. Ряд работ Н. И. Шуйкина посвящён изучению свойств толуола.
Значителен вклад Н. И. Шуйкина в изучении гидрогенизацию фуранового ядра на многочисленных гомологах фурана, химии фуранового ряда,.
Также лаборатория под руководительством Н. И. Шуйкина занималась созданием новых катализаторов, так как использование платиновых катализаторов было дорогостояще, было необходимо уменьшить содержание платины на носители с 1-2% до более низких значений, что и было сделано лабораторией, и уже в 1951 году данная технология была внедрена в производство. Шуйкин совместно с учениками разработал специальные установки проточного типа, на которых изучали свойства 0,5%-ных платиновых и палладиевых катализаторов, нанесенных на оксид алюминия, алюмосиликат и другие носители.
Н. И. Шуйкин является автором более 600 публикаций.

## Награды и премии
- три ордена Трудового Красного Знамени (в т.ч. 10 июня 1945)
- медали
- Сталинская премия второй степени (1946) — за разработку нового метода получения ароматических углеводородов (совместно с Н. Д. Зелинским, С. С. Новиковым)

## Семья
Н. И. Шуйкин родился в семье, где было семь детей. Брат Алексей погиб на фронте в феврале 1942 года недалеко от города Ржева. Впоследствии Шуйкин помогает своему племяннику, сыну Алексея, получить образование. В июле 1942 года трагически погибает его сестра Зина.
Н. И. Шуйкин был женат на Антонине Васильевне. В семье было двое детей — Антон и Николай. В 1946 жена Николая Шуйкина скончалась от неизлечимой болезни.